# بيتر فوستر
بيتر فوستر (9 أكتوبر 1916 في المملكة المتحدة - 7 ديسمبر 1994) (بالإنجليزية: Peter Foster)‏ هو لاعب كريكت بريطاني (وحمل سابقاً جنسية المملكة المتحدة لبريطانيا العظمى وأيرلندا).

## وصلات خارجية
- بيتر فوستر على موقع إي آس بي آن كريك إنفو (الإنجليزية)